# Didn't I
Didn't I er en sang udgivet af Aqua og distribueret på forskellige måder, mest nævneværdigt med Around the World-musikvideoen.
Sangen er meget dance-inspireret sammenlignet med de fleste af gruppens øvrige udgivelser, og kan dermed sammenlignes med afslutningsnummeret på albummet Aquarium, "Operator". Sangen indeholder mest vokaler fra Lene Nystrøm, mens René Dif er holdt mere i baggrunden, og sangen foregår i et hurtigt tempo.
Nummeret blev udgivet som en single i Norge, Sverige og Danmark 15. september 1997. Den blev dog aldrig udgivet som en egentlig single eller til separat køb. Nogle senere, begrænsede udgivelser, af Aquarium indeholdt nummeret som afslutning. Et klip af sangen blev desuden brugt i The Aqua Diary.

## Numre
1. "Didn't I" – 3:22